# Јужњак (филм)
Јужњак (енгл. The Southerner) је амерички драмски филм из 1945. године, режисера и ко-сценаристе Жана Реноара. Заснован на роману Држи јесен у својим рукама Џорџа Сешонса Перија, филм прати тешкоће сиромашне породице која се бори да успостави фарму памука у Тексасу раних 1940-их. Филм је био номинован за три Оскара, за најбољег редитеља, најбољу оригиналну музику и најбољи звук, а Национални одбор за рецензију филмова га је прогласио трећим најбољим филмом 1945. године, а Реноара најбољим редитељем. Филм је такође освојио награду за најбољи филм на филмском фестивалу у Венецији 1946. године.

## Радња
Филм почиње са тексашким наполичарем, Семом Такером, који бере памук на осунчаном пољу заједно са својом женом Ноном и остарелим стрицом Питом. Пит се изненада сруши због велике врућине и због онога што он криви као „моје проклето старо срце”. Пре него што умре, он каже свом нећаку: „Ради за себе; узгајај своје усеве.” Сем послуша савет свог стрица, па Нона, њихова деца Дејзи и Џот, „бака”, и он напуштају мигрантски камп и крећу да раде на ненасељеној фарми од 68 ари закупаца са нешто више од две мазге, половним плугом, и мало семена памука и ђубрива. Земљиште које породица узима у закуп укључује само оронулу колибу и суви бунар. Пошто му је хитно потребна вода за пиће, Сем посећује грубог суседног фармера, Хенрија Деверса, који невољно дозвољава Такеровима да деле воду из његовог бунара.
Сем и његова породица скоро се смрзавају и гладују током своје прве зиме на фарми, преживљавајући углавном на ограниченој исхрани која се састоји од опосума, ракуна и друге ситне дивљачи коју су у стању да улове. Како пролеће стиже, Џот почиње да болује од „пролећне болести”. Градски лекар обавештава Нону да је дечаку потребна разноврснија храна обогаћена витаминима, укључујући поврће, воће и млеко да би преживео. Такерови одмах саде башту, али ће бити потребно неко време пре него што буду у стању да уберу плодове. Дневне порције млека обезбедиле би напаћеном Џоту благовремено олакшање, али породица не може себи да приушти куповину или чак изнајмљивање краве.
Семов пријатељ Тим нуди му помоћ да добије посао у фабрици који плаћа атрактивну плату од седам долара дневно, али Сем остаје одлучан да успе као фармер. Убрзо, молитве породице бивају услишене када Харми, који је власник локалне продавнице, и Тим стижу у Хармијевом камиону са кравом музаром, коју млада Дејзи назива „Ујка Волтер”. Породични усеви памука и преко потребни повртњак који су засадили коначно почињу да цветају. У међувремену, огорчени Деверс и његов нећак Финли планирају да униште Такерове како би Деверс могао да купи њихову фарму по јефтинијој цени од њеног власника.
Након што Финли уништи башту Такерових, Сем се суочава са Деверсом на његовој фарми. Тамо, Деверс, наоружан ножем, изјављује да више неће делити воду из бунара, након чега се двојица мушкараца скоро смртоносно сукобе. Сем одлази, а Деверс узима пушку и прати га. Убрзо затиче Сема код оближње реке како вуче конопац којим је упецао огромног сома којег Деверс годинама покушава да улови. У замену за рибу и заслуге да је он тај који ју је уловио, Деверс пристаје да да Сему његову башту и омогући му наставак приступа његовом бунару, што је договор који ефективно ставља тачку на невоље између две породице.
Харми се сада жени са Семовом мајком, а у његовој продавници се одржава забава како би прославили венчање. Чини се да живот коначно нуди истинско обећање за Такерове у тој радосној прилици. Нажалост, насилна олуја почиње како се забава завршава. Следећег дана, породица се враћа на своју фарму, где су јаки ветрови и поплаве уништили цео усев памука и опустошили њихов дом. Сем, запањен изненадним разарањем, пушта Тима да га прати док трага за несталом породичном кравом, коју проналазе живу, али како се бори у набујалој реци. Тим се замало удави у дубокој води, али Сем га спасава. Након што је свог пријатеља извукао на сигурно, Сем му говори да одустаје од пољопривреде и да је сада спреман да прихвати посао у фабрици. Међутим, по повратку на разорену фарму, он преиспитује своју одлуку након што је видео одлучност своје жене и баке, које су заузете чишћењем остатка куће и исказујући своју решеност да почну изнова. Филм се завршава тако што Сем и Нона, месецима након поплаве, заједно стоје на свеже ораној њиви припремајући се за нову сезону и нови усев.

## Улоге
| Глумац         | Улога        |
| -------------- | ------------ |
| Закари Скот    | Сем Такер    |
| Бети Филд      | Нона Такер   |
| Џ. Керол Неш   | Хенри Деверс |
| Бјула Бонди    | Бака         |
| Перси Килбрајд | Харми        |
| Чарлс Кемпер   | Тим          |
| Бланш Јурка    | Мама Такер   |
| Норман Лојд    | Финли        |
| Естел Тејлор   | Лизи         |
| Пол Харви      | Растон       |
| Норин Неш      | Беки Деверс  |
| Џек Норворт    | др Вајт      |
| Пол Е. Бернс   | Пит Такер    |
| Џеј Гилпин     | Џот Такер    |
| Џин Вандервилт | Дејзи Такер  |